# Gnophos tristaria
Gnophos tristaria là một loài bướm đêm trong họ Geometridae.